# Sometime Last Night (R5)
Sometime Last Night è il secondo album in studio del gruppo musicale pop rock statunitense R5, pubblicato il 10 luglio 2015 dall'etichetta discografica Hollywood Records.

## Produzione
La produzione dell'album ebbe inizio nell'estate del 2014, poco dopo la fine del Louder World Tour. Nello stesso periodo gli R5 pubblicarono un nuovo EP, Heart Made Up on You, anticipato dal singolo omonimo. L'EP doveva inizialmente anticipare il secondo album in studio e i brani contenuti in esso sarebbero dovuti apparire in Sometime Last Night; tuttavia, a seguito di alcune revisioni, Ross Lynch annunciò durante un'intervista radiofonica che la band aveva deciso di non inserire nel nuovo disco i brani contenuti nell'EP, poiché voleva partire da una "tabula rasa", come fu poi confermato da Rydel Lynch.

## Pubblicazione
Inizialmente la pubblicazione del secondo album in studio della band era attesa per l'autunno del 2014, ma fu poi rimandata di alcuni mesi in modo da rendere disponibile il disco lo stesso giorno in tutto il mondo.
Il 6 aprile 2015, data della pubblicazione del video musicale del singolo Let's Not Be Alone Tonight, gli R5 annunciarono il titolo definitivo e la data di pubblicazione dell'album: Sometime Last Night sarà pubblicato in tutto il mondo il 10 luglio 2015. Tra la fine di maggio e l'inizio di giugno, la band rivelò i titoli dei brani che andavano a comporre scaletta del disco.

## Edizioni

### Sometime Last Night
L'edizione internazionale del disco, pubblicata anche in Italia, contiene 11 tracce inedite:
1. All Night – 3:43
2. Wild Hearts – 4:03
3. Dark Side – 3:06
4. Let's Not Be Alone Tonight – 2:55
5. Repeating Days – 5:40
6. Smile – 3:21
7. Lightning Strikes – 3:30
8. F.E.E.L. G.O.O.D. – 3:46
9. I Know You Got Away – 3:19
10. Do it Again – 3:40
11. Did You Have Your Fun? – 3:14

#### Tracce bonus digitali
La band ha inoltre reso disponibile 2 tracce bonus nel formato digitale:
1. Doctor, Doctor – 3:09
2. What You're Missing – 3:56

### Sometime Last Night - Target Exclusive
La versione Target Exclusive di Sometime Last Night contiene 2 brani inediti inizialmente scelti per far parte della track list definitiva dell'album e poi sostituiti:
1. Could Have Been Mine – 3:09
2. I Can't say I'm In Love – 3:56

### Sometime Last Night - Japanese Edition
L'edizione giapponese contiene 3 tracce inedite:
1. Doctor, Doctor – 3:09
2. What You're Missing – 3:56
3. We Are Alright – 3:00

### Sometime Last Night - Versione Europea
12. Doctor, Doctor
13. I Can't Say I'm In Love
14. Heart Made Up On You
15. Things Are Looking Up
16. Easy Love
17. Stay With Me
18. Nine Lives
19. Never Be The Same

## Promozione

### Singoli
Il brano Smile è stato pubblicato come primo singolo estratto dall'album il 14 novembre 2014 negli Stati Uniti. È poi stato reso disponibile in Italia dal 1º gennaio 2015. Il video musicale di Smile è singolare perché è stato realizzato al contrario. Come è stato spiegato dagli R5 e dal regista Michel Borden, per le riprese del video i membri della band hanno dovuto imparare il testo della canzone al contrario, così che, nel momento in cui il video è stato montato, i movimenti delle labbra coincidessero con il testo.
Let's Not Be Alone Tonight è stato estratto come secondo singolo il 13 febbraio 2015 ed è stato il primo brano tratto da Sometime Last Night ad entrare in rotazione radiofonica. Il video musicale ufficiale, diretto da Robert Hales, è stato accompagnato da un secondo videoclip panoramico a 360 gradi, con il quale gli utenti hanno la possibilità di cambiare angolazione mentre il video è in riproduzione.
Il terzo singolo, All Night, è stato pubblicato il 2 giugno 2015 assieme al pre-ordine dell'album. Nel video musicale del brano figurano diversi cameo di personaggi dello spettacolo statunitensi, tra cui Collins Key, Alfonso Ribeiro e Allison Holker.

#### Singoli promozionali
Il brano F.E.E.L. G.O.O.D. è stato pubblicato come singolo promozionale il 30 giugno 2015.

### Tour
Nell'ambito della promozione dell'album, gli R5 hanno annunciato la loro terza tournée mondiale, il Sometime Last Night Tour, che ha preso il via dalla Florida il 7 luglio 2015. Il tour prevede, tra gli altri, due concerti in Italia: il 17 settembre a Roma (Ciampino) e il 20 settembre a Milano.
In occasione del tour, la band ha lanciato l'iniziativa R5 Rocks the World. Attraverso l'omonimo sito, i fan del gruppo hanno avuto la possibilità di votare con i propri account sui social network le città dove gli R5 si sarebbero esibiti.

#### Altri concerti
Il 4 luglio 2015, in occasione delle celebrazioni del Giorno dell'Indipendenza, gli R5 hanno tenuto un concerto all'Atlantis Resort di Nassau, Bahamas, durante il quale hanno eseguito i brani contenuti nell'album inedito.

## Accoglienza

### Successo commerciale
Negli Stati Uniti, Sometime Last Night ha debuttato alla sesta posizione assoluta della classifica Billboard 200, alla prima posizione della Top Pop Albums e alla numero 3 della classifica Top Digital Albums. Inoltre, il disco è entrato alla quarta posizione della Top Albums Sales, vendendo oltre 31 000 copie durante la prima settimana di pubblicazione.
L'album ha raggiunto la settima posizione assoluta nella classifica di vendite di iTunes negli USA.

#### Classifiche
| Paese                               | Posizione |
| ----------------------------------- | --------- |
| Stati Uniti (Billboard 200)         | 6         |
| Stati Uniti (Digital Albums)        | 3         |
| Stati Uniti (Top Pop Albums)        | 1         |
| Australia (ARIA Charts)             | 19        |
| Belgio (Ultratop Fiandre)           | 70        |
| Belgio (Ultratop Vallonia)          | 107       |
| Canada (Billboard Canadian Hot 100) | 12        |
| Paesi Bassi (MegaCharts)            | 76        |
| Irlanda (IRMA)                      | 55        |
| Nuova Zelanda (RMNZ)                | 36        |
| Regno Unito (OCC)                   | 73        |
| Spagna (PROMUSICAE)                 | 73        |